# Martin Schulz (novinář)
Martin Schulz (10. června 1954 Příbram – 23. června 2020) byl český novinář, publicista a moderátor. Roku 1974 maturoval na gymnáziu v Praze 9. Z politických důvodů nemohl studovat vysokou školu. Pracoval jako závozník, kulisák Divadla na Vinohradech, pomocný dělník nebo sanitář u záchranné služby. Věnoval se hudbě a hrál s Vladimírem Mertou nebo Ivanem Hlasem. V prosinci 1982 emigroval do Západního Německa, kde v Mnichově externě spolupracoval s rozhlasovou stanicí Svobodná Evropa. Pracoval zde i jeho otec Milan Schulz.
V roce 1988 se stal zaměstnancem stanice a po roce 1989 byl zástupcem ředitele její české redakce v Praze. Se svým otcem připravoval v Československé a České televizi diskuzní pořad Sněží. Moderoval i pořad Na hraně. Psal politické komentáře pro Český rozhlas. Hrál ve filmech Petra Zelenky Mňága – Happy End a Jana Hřebejka Kawasakiho růže. Druhý z filmů se natáčel v Doubici na Děčínsku, kde byl Martin Schulz v letech 2007–2015 starostou za sdružení Doubice 2018. Hrál také v seriálech Policejní pohádky strážmistra Zahrádky a Místo zločinu Plzeň. Byl majitelem doubické restaurace a hudebního klubu Fabrika. Jeho manželkou byla Dominika Slonimová.